# L'ultimo nastro di Krapp
L'ultimo nastro di Krapp (Krapp's Last Tape) è un'opera teatrale in atto unico di Samuel Beckett, pubblicata nel 1958 su «Evergreen Review» (No. 5, summer 1958). L'opera fu ideata per l'attore Patrick Magee, che fu interprete della prima il 28 ottobre 1958 al Royal Court Theatre di Londra.

## Trama
Krapp, il protagonista dell'opera drammatica, utilizza come diario un vecchio registratore, in cui descrive le sue giornate, i pensieri e i desideri.
L'atto unico ha inizio con il vecchio Krapp intento ad ascoltare una sua registrazione diaristica di trent'anni prima, dalla quale si evince l'entusiasmo che l'allora giovane Krapp aveva nei confronti della vita. Arrivato all'età anziana e sentendo prossima la morte, deride sé stesso per il futile tentativo di dare un senso alla propria esistenza, rivelatasi poi fallimentare.

## Rappresentazioni italiane
La prima italiana è stata il 21 ottobre 1961 al Teatro Manzoni di Milano, nell'interpretazione di Glauco Mauri e per la regia di Franco Enriquez.

A partire dal 1990 Mauri ha ripreso più volte L'ultimo nastro di Krapp con l'inserimento della sua voce registrata nel 1961.
Anche Sergio Fantoni ha presentato il testo beckettiano a Benevento l'11 settembre 1998. L'idea artistica nasceva nel 1997 per iniziativa della regista Cristina Pezzoli: registrare la voce di Fantoni prima che lo stesso venisse operato alla gola e successivamente portare in scena l'opera, prevalentemene basata su una voce registrata con le poche battute dal vivo di un attore realmente afono. 

## Dischi
- Una registrazione dell'opera, recitata in italiano da Glauco Mauri, è stata pubblicata nel 1961 dalla Karim su disco 33 giri a 25 cm.
- Una registrazione in inglese, recitata da Donald Davis e diretta da Alan Schneider (in teatro nel 1960), su disco 33 giri a 25 cm., Spoken Arts, ST 788

## Edizioni italiane
- Samuel Beckett, L'ultimo nastro di Krapp, trad. Carlo Fruttero, in Teatro, Collana Supercoralli, Einaudi, Torino, 1968, pp. 201–213
- id., Teatro di Samuel Beckett, Oscar Mondadori, Milano, 1969.
- id., Teatro completo, Collana Pléiade, Einaudi-Gallimard, Torino, 1994, pp. 179–191.
- id., L'ultimo nastro di Krapp - Ceneri, Collezione di Teatro n. 351, Einaudi, Torino, 1994, ISBN 978-88-06-13558-4.
- id., Teatro, a cura di Paolo Bertinetti, Collana ETascabili.Teatro, Einaudi, Torino, 2005-2014, ISBN 978-88-06-22136-2.